# Vejle
Vejle anhörenⓘ [ˈʋɑi̯lə] ist Zentrum der Kommune Vejle und Verwaltungssitz der dänischen Region Süddänemark (Region Syddanmark). Sie erstreckt sich über eine Fläche von 144 km² und hat 62.011 Einwohner (Stand: 1. Januar 2025). Der Ort liegt im Städtedreieck Trekantområdet.

## Geschichte
Westlich der Stadt errichtete Harald Blauzahn die 700 m lange und 5 m breite Ravninge Bro über ein Sumpfgebiet. Die älteste Brücke des Landes wurde errichtet, um den Nord-Süd-Verkehr auf dem Heerweg zu gewährleisten.
Vejle gehört wie Kolding, Horsens, Randers, Mariager und Aalborg zu den älteren Seehandelsstädten der jütländischen Ostküste. Über Jahrhunderte hinweg war sie jedoch nur von regionaler Bedeutung. Am 8. März 1864 fand hier das Gefecht bei Vejle statt. Nachdem Dänemark 1864 das Herzogtum Schleswig verloren hatte, wuchs die Bedeutung dieser Städte, da wichtige Handelsplätze wie Apenrade, Flensburg und Hadersleben südlich der neuen Grenze lagen.
Die Stadt wuchs kontinuierlich zu einer Mittelstadt heran, nahm jedoch nicht solch eine rasante Entwicklung wie die Domstadt Aarhus. Der Bau der Brücken über den Kleinen Belt bei Fredericia ließ die Bedeutung der Stadt weiter wachsen, zumal die wichtigsten Nord-Süd-Verbindungen in Jütland durch Vejle führen. Der Bau der Autobahn über den Vejle Fjord entlastete dann das Nadelöhr Vejle erheblich.
1970 wurde Vejle zu einer Großkommune und gleichzeitig Sitz der neu geschaffenen Amtskommune Vejle. Seit 2007 ist Vejle Sitz der Region Syddanmark, liegt aber unmittelbar an deren Nordgrenze. Seit 2007 besteht die neue Kommune aus den früheren Kommunen Børkop, Give, Jelling, Vejle und Egtved (außer Kirchspiel Vester Nebel) sowie dem Kirchspiel Grejs aus der Tørring-Uldum Kommune. Sie umfasst 1066,32 km² und hatte am 1. Januar 2025 122.433 Einwohner. Damit ist sie nach der Einwohnerzahl die sechstgrößte Kommune in Dänemark, nach Esbjerg Kommune.
| Jahr      | 1787 | 1850  | 1900   | 1930   | 1960   | 1990   | 2000   | 2010   |
| --------- | ---- | ----- | ------ | ------ | ------ | ------ | ------ | ------ |
| Einwohner | 843  | 3.300 | 14.308 | 22.943 | 31.362 | 45.545 | 47.930 | 50.832 |

## Sehenswürdigkeiten

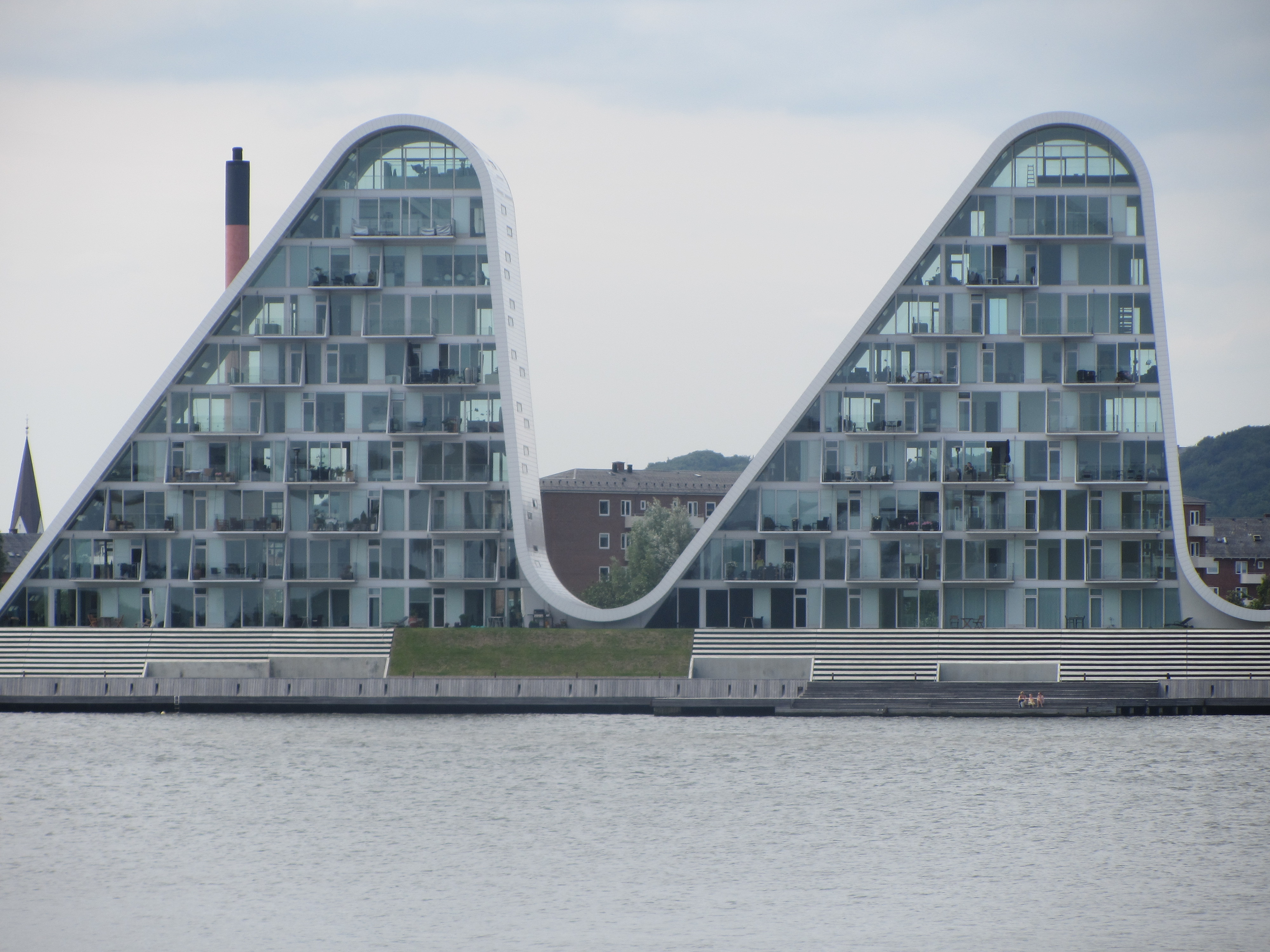
Bølgen, neues Wahrzeichen am Hafen (Juli 2011)

Wahrzeichen des historischen Vejle ist die weithin sichtbare Windmühle, während der wellenförmige Wohnkomplex Bølgen neben dem Hafen als neues Wahrzeichen gilt. Die Stadtkirche Sanct Nicolai stammt im Kern aus dem 13. Jahrhundert, doch wurde sie oft umgebaut und erscheint heute als Bau der Zeit um 1900. 1835 wurde bei Haraldskær eine Moorleiche gefunden, die man anfangs für die wikingerzeitliche Königin Gunnhild hielt. Es handelte sich jedoch um eine Frau, die um das Jahr 490 v. Chr. hingerichtet worden war. Ihre Moorleiche ist in Vejles neuem Kulturmuseum zu sehen. Die Altstadt von Vejle zählt durch Modernisierungen im Geist des 20. Jahrhunderts und Anpassung an den Straßenverkehr zu den am schlechtesten erhaltenen in Jütland. Überaus schön ist hingegen die Lage der Stadt am Ende des Fjords zwischen meist bewaldeten und teilweise für Dänemark ungewöhnlich steilen Anhöhen.

### Im Umland
- Nordwestlich von Vejle liegen die Runensteine von Jelling, die Brücke über die Ravning Enge und etliche vorzeitliche Grabhügel.
- Im Jahr 2021 wurde in der Nähe der Stadt bei Jelling der Schatz von Vejle gefunden, der im Museum von Vejle ausgestellt werden soll.
- Der Åstrup Deelhøj (auch Dilhøj genannt) ist ein Ganggrab östlich von Vejle westlich von Åstrup und nordwestlich von Juelsminde.

## Wirtschaft
Die Stadt ist Standort der Textil- und Maschinenindustrie. Als Teil des sogenannten Dreiecks Fredericia-Kolding-Vejle, des Verkehrszentrums des westlichen Dänemarks, wird der Stadt eine günstige wirtschaftliche Weiterentwicklung prognostiziert. In Vejle ist auch die international renommierte Jollen- und Kielboot-Bootswerft Børresens Bådebyggeri beheimatet (Drachen, Soling, Yngling, Optimist, 49er Jolle).

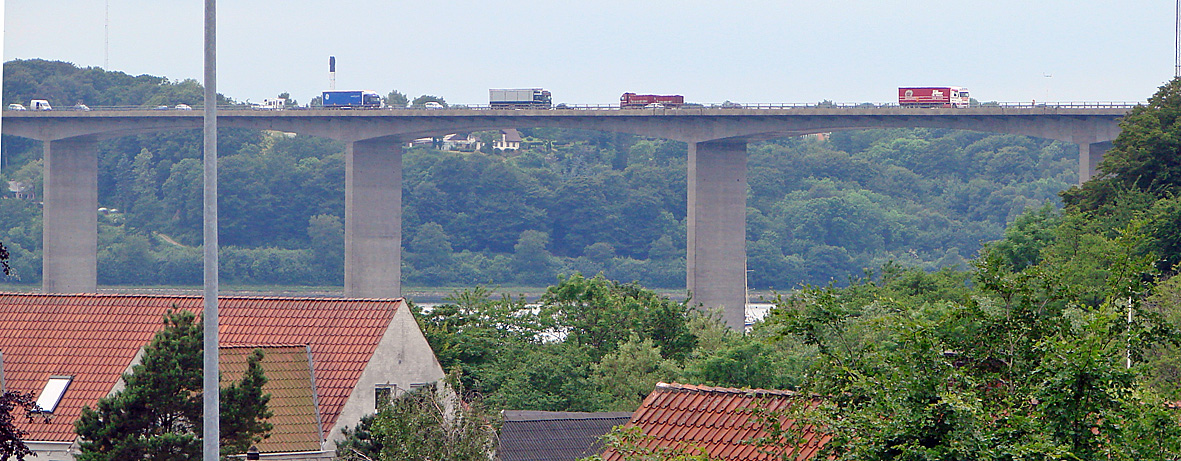
Autobahnbrücke Vejlefjordbroen von 1980

## Verkehr
Vejle liegt an der DSB-Bahnstrecke Fredericia–Aarhus und ist Endbahnhof der Bahnstrecke Vejle–Holstebro (Schrägbahn; dän. skrå bane).
Ferner führt im Osten der Sønderjyske Motorvej, der mit der E 45 einhergeht, an der Stadt vorbei. Die „südjütische Autobahn“ verläuft über die Vejlefjordbroen von 1980, ein weithin sichtbares Zeichen der Stadt und eine der längsten und höchsten Brücken Dänemarks.

## Sport
Im Jahr 2022 wurde die 3. Etappe der 109. Austragung der Tour de France in Vejle gestartet. Zusätzlich wurde auf der Koldingvej mit der Côte de Koldingvej (55 m) eine Bergwertung der 4. Kategorie abgenommen. Sieger der Bergwertung war der Däne Magnus Cort Nielsen.

## Städtepartnerschaften
Partnerstädte von Vejle sind:
- Jelgava in Lettland
- Schleswig in Schleswig-Holstein
- Molde in Norwegen
- Borås in Schweden
- Mikkeli in Finnland
- Jablanica in Bosnien und Herzegowina
- Mostar in Bosnien und Herzegowina

## Söhne und Töchter der Stadt
- Anders Sørensen Vedel (1542–1616), Historiker
- Jens Jacob Asmussen Worsaae (1821–1885), Prähistoriker und Archäologe
- Regnar Stephensen (1866–1902), Inspektor von Grönland
- Harald Kidde (1878–1918), Schriftsteller
- Jacob Gade (1879–1963), Komponist
- Lili Elbe, geboren als Einar Mogens Wegener (1882–1931), intersexuelle Malerin
- Vigo Meulengracht Madsen (1889–1979), Turner
- Svend Madsen (1897–1990), Turner
- Jan Bontjes van Beek (1899–1969), deutscher Keramiker, Bildhauer und Tänzer sowie Widerstandskämpfer gegen den Nationalsozialismus
- Lau Lauritzen jr. (1910–1977), Schauspieler, Filmregisseur und Drehbuchautor
- Albert Bertelsen (1921–2019), Maler
- Finn Olav Gundelach (1925–1981), Diplomat
- Inger Christensen (1935–2009), Schriftstellerin
- Johnny Hansen (* 1943), Fußballspieler
- Ulrik le Fevre (1946–2024), Fußballspieler
- Torben Lund (* 1950), Politiker
- Allan Simonsen (* 1952), Fußballspieler
- Lene Hau (* 1959), Physikerin
- John Sivebæk (* 1961), Fußballnationalspieler (Europameister 1992)
- Ronnie Atkins (* 1964), Sänger der Band Pretty Maids
- Lars Løkke Rasmussen (* 1964), Politiker und von 2015 bis 2019 Ministerpräsident von Dänemark sowie seit 2022 Außenminister
- Per Bach Nissen (* 1967), Opern-, Operetten-, Lied- und Konzertsänger (Bass)
- Jacob Laursen (* 1971), Fußballspieler
- Anders Christensen (* 1972), Jazzmusiker
- Dennis Andersen (* 1974), Autorennfahrer
- Thomas Gravesen (* 1976), Fußballspieler
- Troels Lund Poulsen (* 1976), Politiker, dänischer Verteidigungsminister
- Mette Sjøberg (* 1982), Handballspielerin
- Christian Sivebæk (* 1988), Fußballspieler
- Vladimir Andersen (* 1989), Dartspieler
- Rasmus Guldhammer (* 1989), Radrennfahrer
- Peter Lang (* 1989), Segler, Medaillengewinner bei Olympia
- Mathias Bregnhøj (* 1995), Radrennfahrer
- Emilie Henriksen (* 1997), Fußballspielerin
- Mads Thychosen (* 1997), Fußballspieler
- Nikolai Terterjan (* 2001), Boxer
- Wahid Faghir (* 2003), Fußballspieler